# X及Y玻色子
在粒子物理學中，X及Y玻色子（或有時合稱為X玻色子）是一種假想基本粒子，與W及Z玻色子類似，但它們傳遞的是一種全新的力，而這種力是由喬吉-格拉肖模型所預測的，它是一套大統一理論。

## 細節
X及Y玻色子把夸克與輕子耦合起來，而這樣就會破壞重子數守恆，因此會使質子衰變變得可能。
X玻色子會有以下的衰變模式

X
 → 
u

 + 
u

X
 → 
e+

 + 
d

其中每個過程中的兩個衰變產物，都有着不同的手徵性，而
u
為上夸克，
d
為下夸克，
e+
則為正電子。  
Y玻色子會有以下的衰變模式：

Y
 → 
e+
 + 
u

Y
 → 
d
 + 
u

Y
 →  
d
 + 
ν
e

其中每個過程中的第一個衰變產物，都是左手性的，而第二個衰變產物，則為右手性，最後的
ν
e則為反電子中微子。
以上的衰變也可能產生其他代中對應的夸克與輕子。
在這些反應中，輕子數(L)與重子數(B)皆不守恆，但兩者的差B − L則守恆。為了解釋CP破壞所帶來的重子創生，X玻色子與其反粒子會有着不同的分支比（這個情形跟K介子一致）。

## 另見
- 大統一理論
- 質子衰變